# Steve De Ridder
Steve De Ridder (Gand, 25 febbraio 1987) è un calciatore belga, centrocampista svincolato.

## Carriera

### Club
Il 22 luglio 2011 passa dal De Graafschap al Southampton. Ha fatto il suo debutto in campionato, entrando dalla panchina nel secondo tempo, in sostituzione di David Connolly nella partita contro il Leeds United del 6 agosto 2011. Il 9 agosto 2011 ha fatto il suo debutto nella Coppa di Lega, al primo turno, segnando il primo gol nella vittoria per 4-1 sul Torquay United. Il 28 settembre 2011 ha segnato il suo primo gol in campionato nella sconfitta per 2-1 contro il Cardiff City.
Il 22 maggio 2014 il giocatore belga si trasferisce al Copenaghen.
A fine stagione il giocatore belga viene mandato in prestito allo Zulte Waregem.

## Palmarès

### Club

#### Competizioni nazionali
- Coppa di Danimarca: 1

Copenaghen: 2014-2015